# Vor Medúzy
Vor Medúzy (francouzsky Le Radeau de la Méduse, česky také Prám medúzy, 1817–1818) je obraz na plátně francouzského malíře Théodora Géricaulta. Znázorňuje dramaticky skutečný příběh katastrofy lodě Medúza (Méduse), která se roku 1816 potopila a cestující, kterých bylo asi 150, byli opuštěni posádkou lodě a vydáni bez jídla i pití napospas moři a podnebí. Po 2 týdnech plavby, během kterých se vyskytly i případy kanibalismu, se zachránilo 15 pološílených lidí. Příhoda, která měla velikou odezvu veřejnosti i politickou dohru, je na plátně podána s takovou drásavostí a smyslem pro tragiku, že dílo vyvolalo na pařížském Salonu roku 1819 společenský skandál.
Tento obraz je také vyryt v malém formátu na měděné desce na jeho náhrobku na pařížském hřbitově Père Lachaise (vpravo od centrální kaple).

## Inspirace
V roce 2007 se tímto obrazem nechal inspirovat současný americký fotograf Joel-Peter Witkin a vytvořil takzvanou „parodickou reminiscenci“. Na fotografii nazvané Ship of Fools mají všichni trosečníci z voru tváře amerických politiků v čele s Georgem W. Bushem.
Britský streetartový výtvarník Banksy vytvořil v Calais nástěnnou malbu kritizující nevšímavost k osudu uprchlíků v rámci evropské migrační krize. Malba znázorňuje uprchlíky v žalostném stavu plující na voru, kteří mávají na luxusní jachtu na obzoru. Pro umístění symbolicky využil betonovou stěnu v uprchlickém táboru zvaném Džungle (angl. Jungle), ze kterého se uprchlíci snaží překonat průliv La Manche do Velké Británie. 

## Literatura

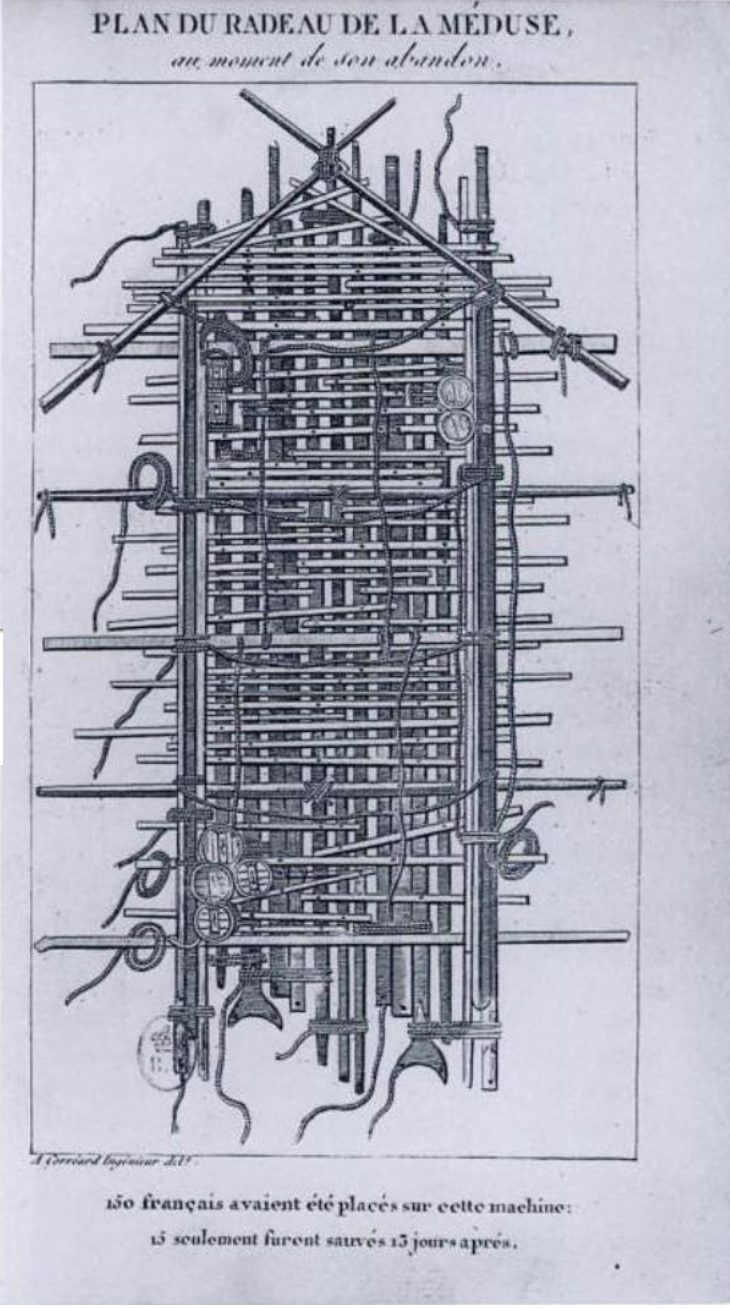
Plánek voru Medúzy ve chvíli záchrany